# Orfeo di Crotone
Orfeo di Crotone (in greco antico: Ὀρφεύς?, Orphéus; Crotone, 600 a.C. circa – Crotone, dopo il 520 a.C.) è stato un poeta epico greco antico.

## Biografia
Stando a quanto riferito da Asclepiade di Mirlea, Orfeo avrebbe avuto un legame familiare molto stretto con Pisistrato, tiranno di Atene. Questo lo situa, quantomeno, a metà del VI secolo a.C.
Orfeo, in effetti, sarebbe stato operativo tra gli anni Quaranta e gli anni Dieci del VI a.C.

## Opere
Giovanni Tzetze, nei suoi Prolegomena ad Aristofane, afferma che, infatti, Orfeo sarebbe stato, insieme a Zopiro di Eraclea, Onomacrito ed Epiconcilo, uno dei quattro redattori della prima edizione scritta di Omero, appunto redatta per opera di Pisistrato e suo figlio Ipparco.
Sempre lo stesso articolo della Suda gli attribuisce delle Argonautiche.